# میل بابک
میل بابک مربوط به دوره سلجوقی است و در شهرستان قم، بخش مرکزی، روستای کاج واقع شده است. این اثر در تاریخ ۲۳ بهمن ۱۳۸۰ با شماره ثبت ۴۷۷۶ به عنوان یکی از آثار ملی ایران به ثبت رسیده است.